# Kia EV9
Kia EV9 — повністю електричний кросовер середнього розміру виробництва Kia. Це друга модель Kia, розроблена на електричній глобальній модульній платформі (E-GMP). Це також друга модель у лінійці електромобілів виробника «EV» після EV6.
14 березня 2023 року Kia офіційно представила серійну версію EV9, яка має дизайн, схожий на концепт, а також сидіння другого ряду, які повертаються на 180 градусів.

## Огляд

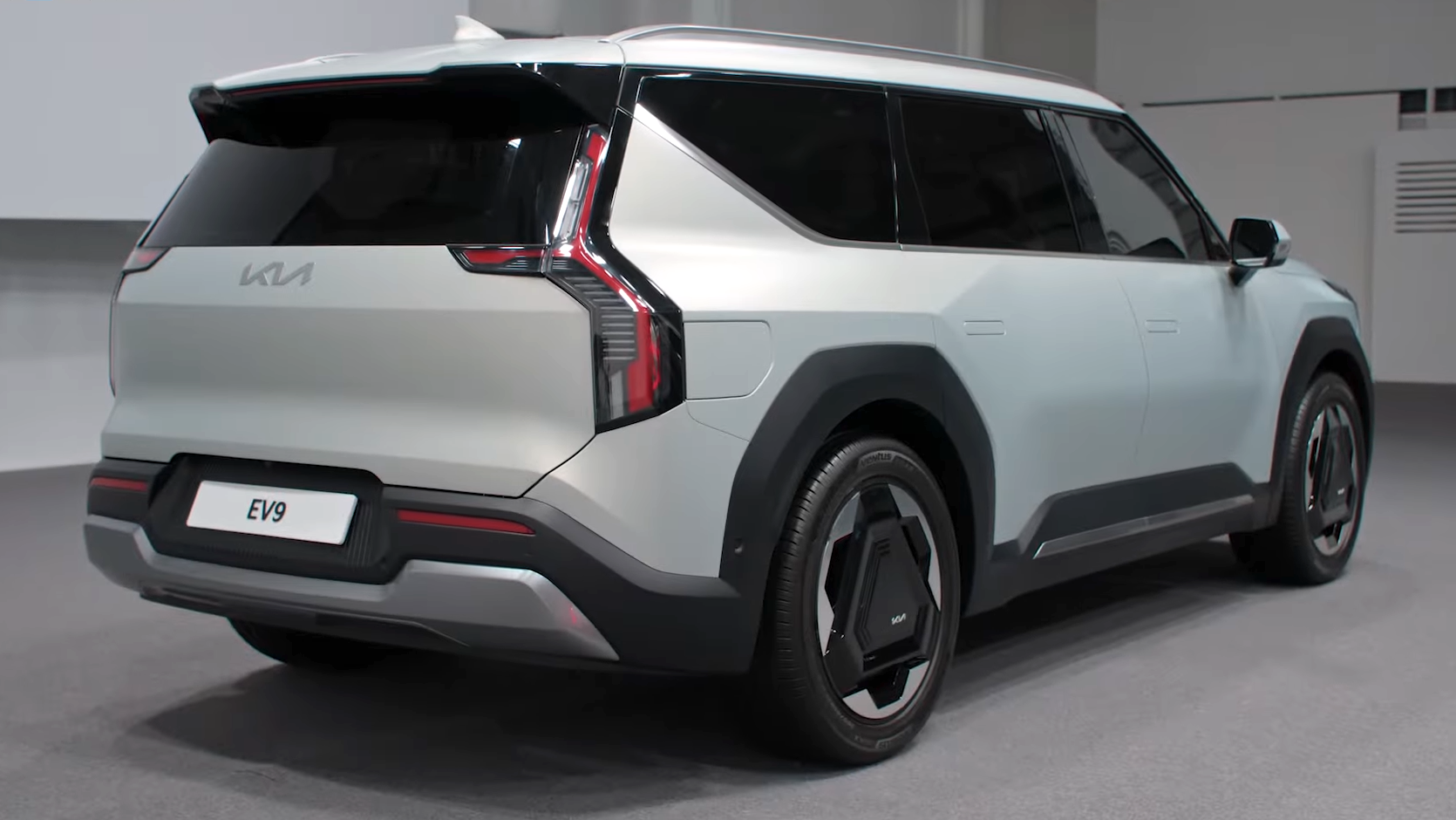

EV9 вперше був представлений як концепт Kia EV9 на автосалоні в Лос-Анджелесі в 2021 році з трьома рядами сидінь. Інтер’єр концептуального автомобіля може трансформуватися в кімнату для переговорів.

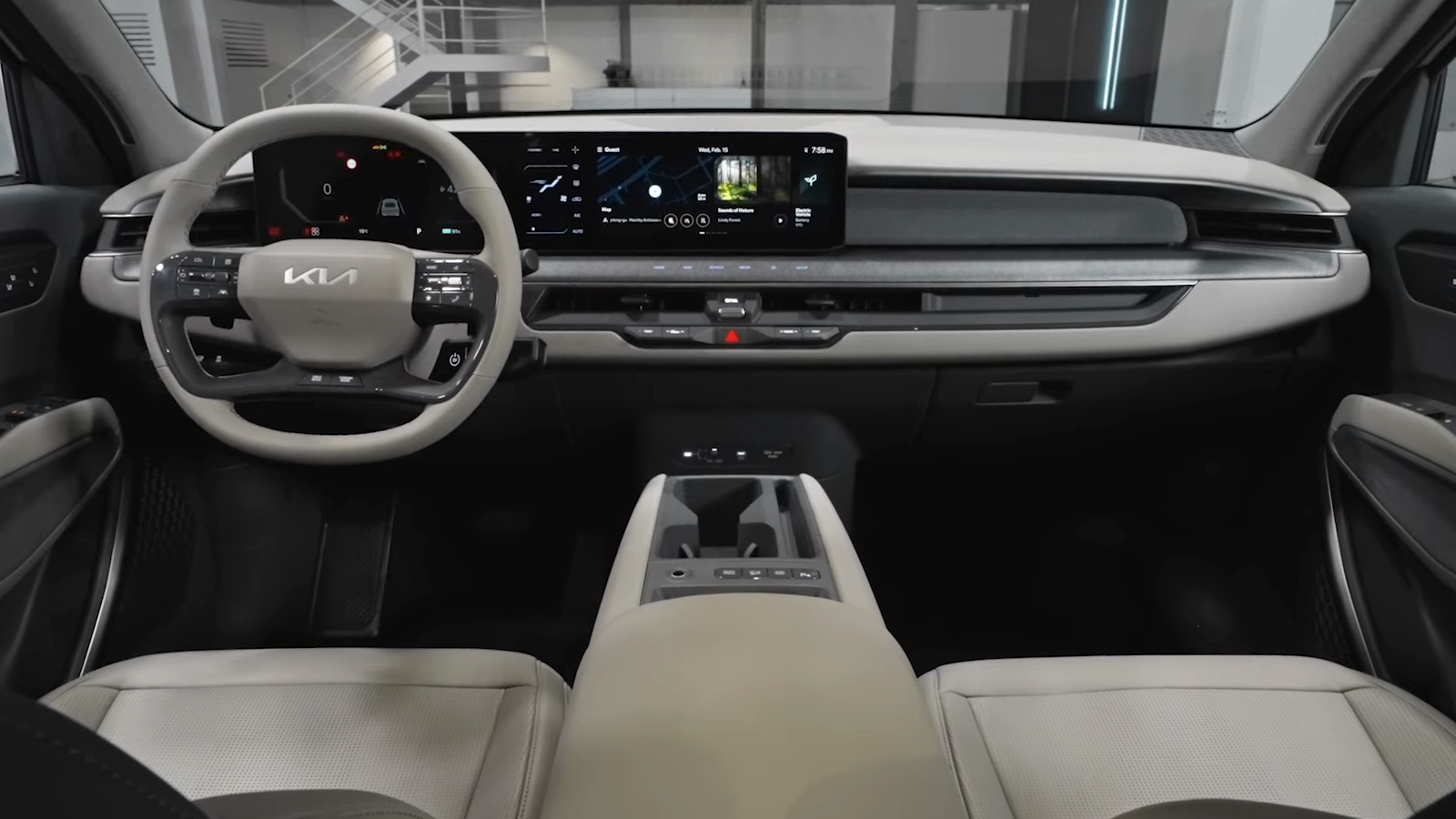

Kia представила силует серійного EV9 через тизер в Інтернеті 3 березня 2023 року. EV9 було офіційно представлено 14 березня, а виробництво розпочнеться в Кванмьоні, Південна Корея, у першій половині того ж року.
Кросовер збудований з використанням 800-вольтової архітектури, тобто він підтримує швидку зарядку. Усього за 15 хвилин вдасться поповнити заряд батареї, якого вистачить, щоб проїхати 240 км. 